# Бенцалева Теодозія Іванівна
Бенцалева Теодозія Іванівна (1894, м. Калуш, нині Івано-Франківської області — 16 травня 1919, м. Тернопіль) — українська актриса. Перша дружина Миколи Бенцаля.

## Життєпис

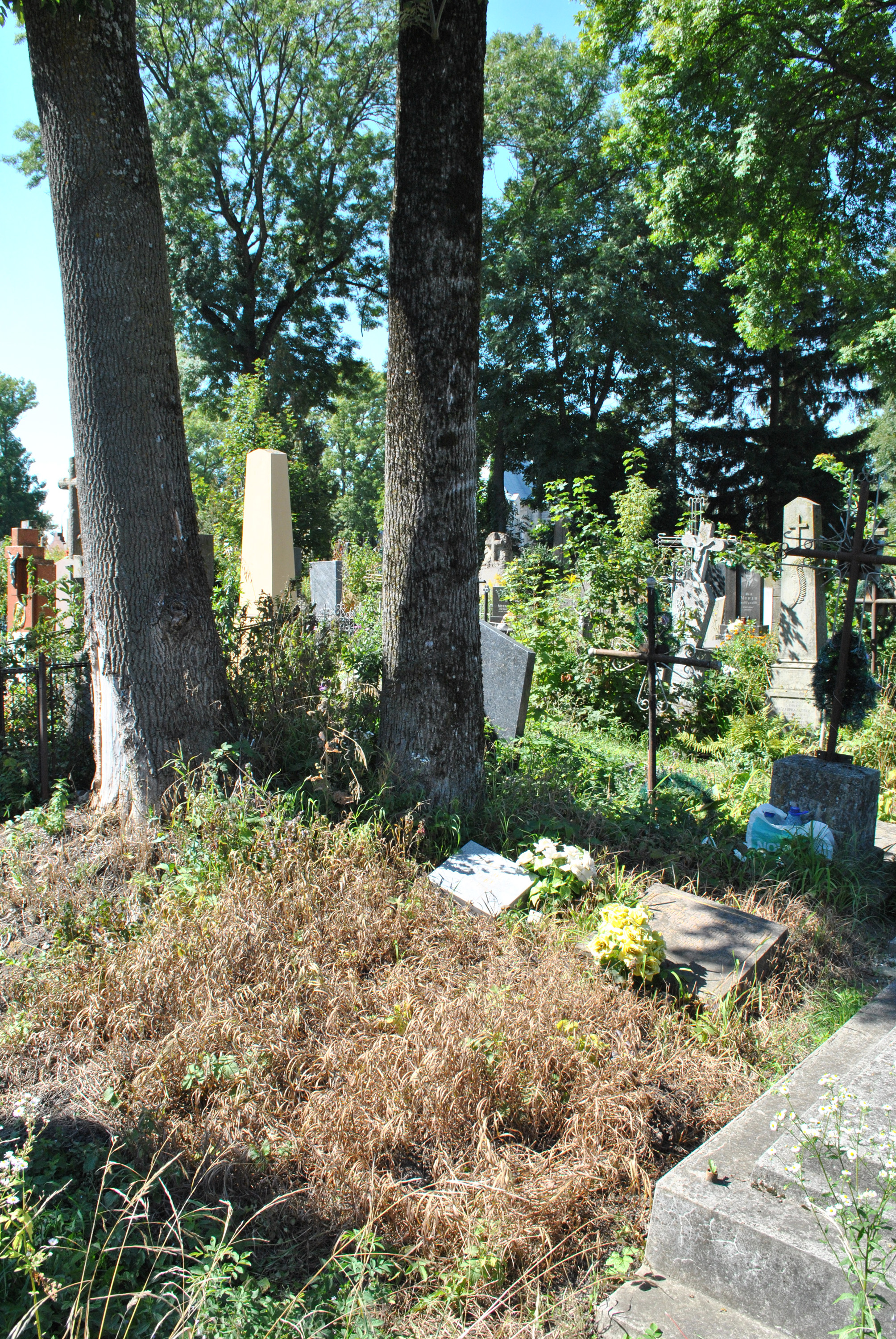
Могили артисток Теодозії Бенцалевої та Катерини Рубчакової на Микулинецькому цвинтарі

Народилася 1894 року в м. Калуші (Королівство Галичини та Володимирії, Австро-Угорщина, нині Івано-Франківської області, Україна).
В 1913 р. розпочала сценічну діяльність у львівському театрі товариства «Руська бесіда». 
Влітку 1914 року разом з театром виступала у Заліщиках, Чорткові, Борщеві.
Навесні 1911 року Теодозія Бенцалева разом із чоловіком проживала у с. Довжанка (нині Тернопільського району).
Перший театральний сезон «Тернопільські театральні вечори» відкрили 18 жовтня 1915 року. Для прем’єри обрали виставу «Наталка-Полтавка», у якій Теодозія Бенцалева грала Терпелиху. 
Працювала у театрі «Тернопільські театральні вечори» (1915—1917), "Українському театрі" в Тернополі (1918—1919).
Померли 16 травня 1919 року в м. Тернополі (ЗУНР, нині Україна). Похована на Микулинецькому цвинтарі Тернополя.

## Ролі
- Терпелиха («Наталка Полтавка» І. Котляревського),
- Морозиха («Дай серцю волю, заведе в неволю» М. Кропивницького),
- Мотря («Шельменко-денщик» Г. Квітки-Основ'яненка),
- Палажка («Мартин Боруля» І. Карпенка-Карого),
- Кулина («Хмара» О. Суходольського),
- Ганна («Безталанна» І. Карпенка-Карого),
- Рухля («Наймичка»  І. Карпенка-Карого).